# Pseudophysocephala rufitarsis
Pseudophysocephala rufitarsis är en tvåvingeart som beskrevs av Camras 1962. Pseudophysocephala rufitarsis ingår i släktet Pseudophysocephala och familjen stekelflugor. Inga underarter finns listade i Catalogue of Life.